# Parque provincial Cerro Pirque
El parque provincial Cerro Pirque es un área natural protegida ubicada en el departamento Cushamen, sobre la costa del lago Epuyén, en la zona cordillerana de la Patagonia argentina.

El área fue protegida en 1993 sobre unas 700 ha de bosques patagónicos, con especiales características en cuanto a la conservación y diversidad biológica. El parque está incluido dentro del área de la reserva forestal Lago Epuyén, que abarca toda la zona montañosa que rodea ese lago.

## Objetivo
El objetivo de creación fue la protección de una zona de bosque patagónico nativo prácticamente inalterado, sin modificaciones producto de la actividad humana.

## Flora y fauna
En las zonas más bajas cercanas a la costa del lago se encuentran agrupaciones de pitras o pataguas (Myrceugenia exsucca) que a medida que se asciende sobre la ladera del cerro, ceden el espacio a bosques densos de ciprés de la cordillera (Austrocedrus chilensis), nogales silvestres o radales (Lomatia hirsuta), lauras (Schinus montanus), retamos (Dipyrena juncea), notros (Embothrium coccineum), ñires (Nothofagus antarctica) y coihues (Nothofagus dombeyi).

En la costa del lago se ha observado la presencia de aves de hábito acuático como el cauquén real (Chloephaga poliocephala) y la bandurria austral (Theristicus melanopis), rapaces como el chimango (Milvago chimango) y pequeños pájaros cantores como el gaucho común (Agriornis micropterus), el diucón (Xolmis pyrope), la remolinera araucana (Cinclodes patagonicus), el zorzal patagónico (Turdus falcklandii) y el comesebo andino (Phrygilus gayi).

En la vertiente sur del cerro se han observado con frecuencia ejemplares de cóndor andino (Vultur gryphus).

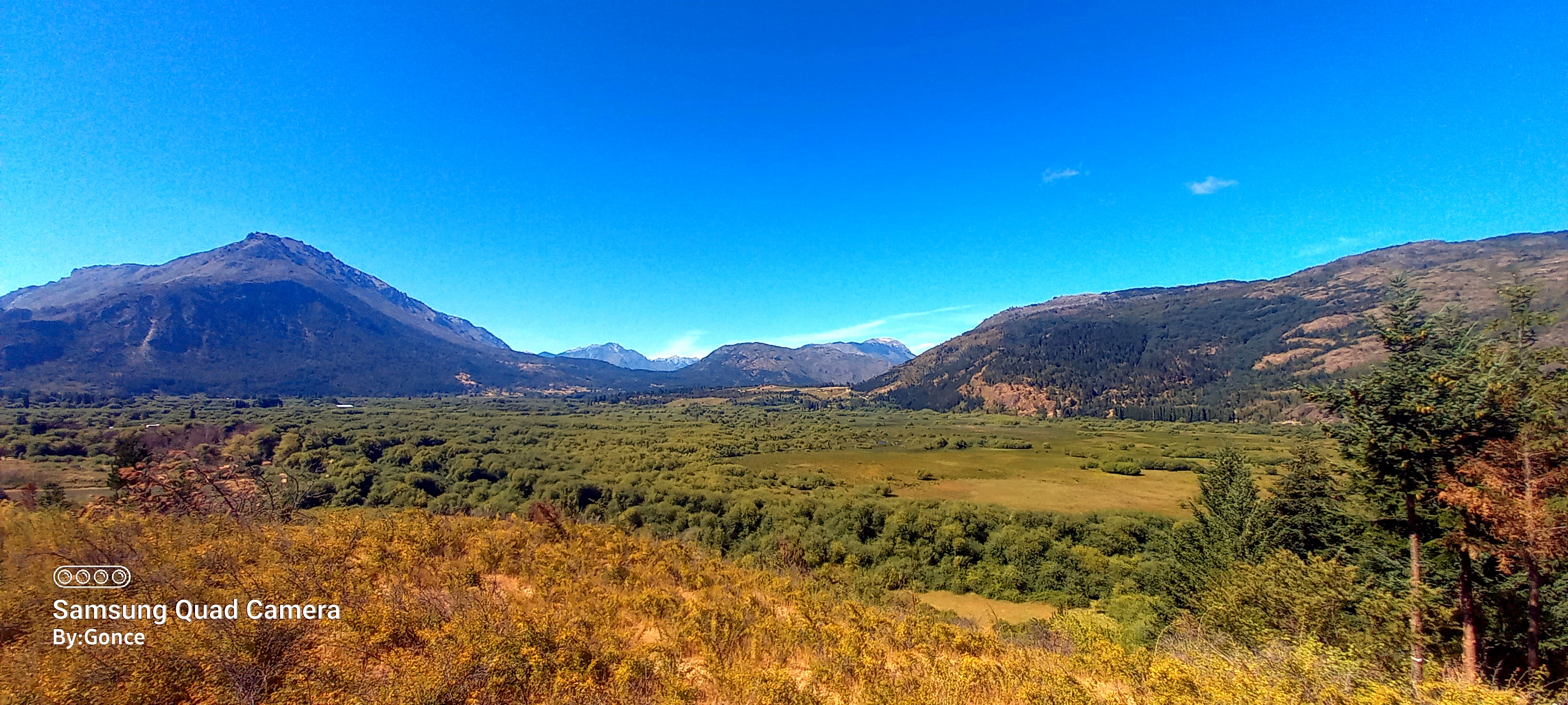
Los cerros Pirque y Currumahuida mirando hacia el Hoyo con un extenso bosque en sus bajos.
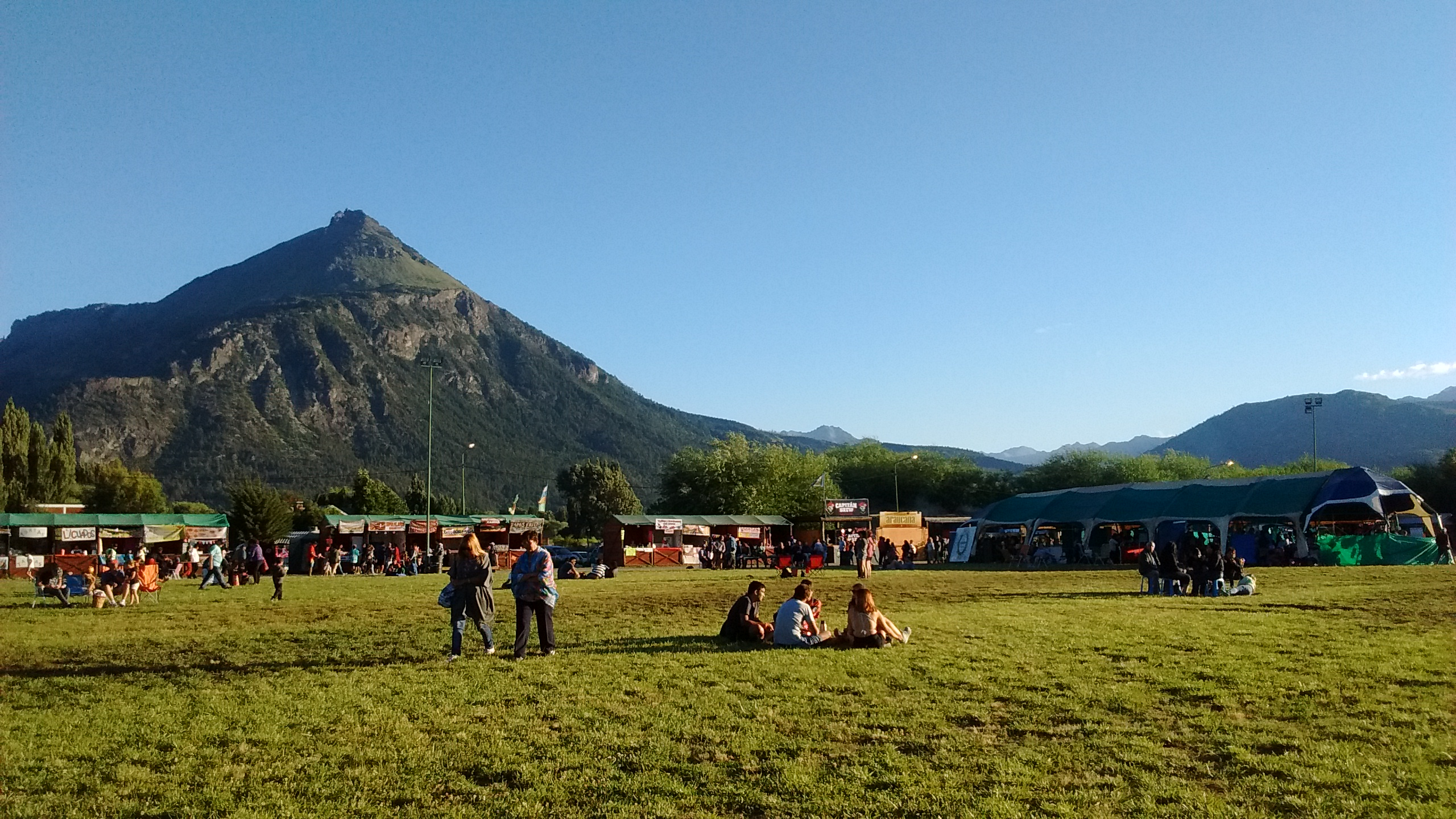
Cerro Pirque en Fiesta Nacional de la Fruta Fina 2018.jpg
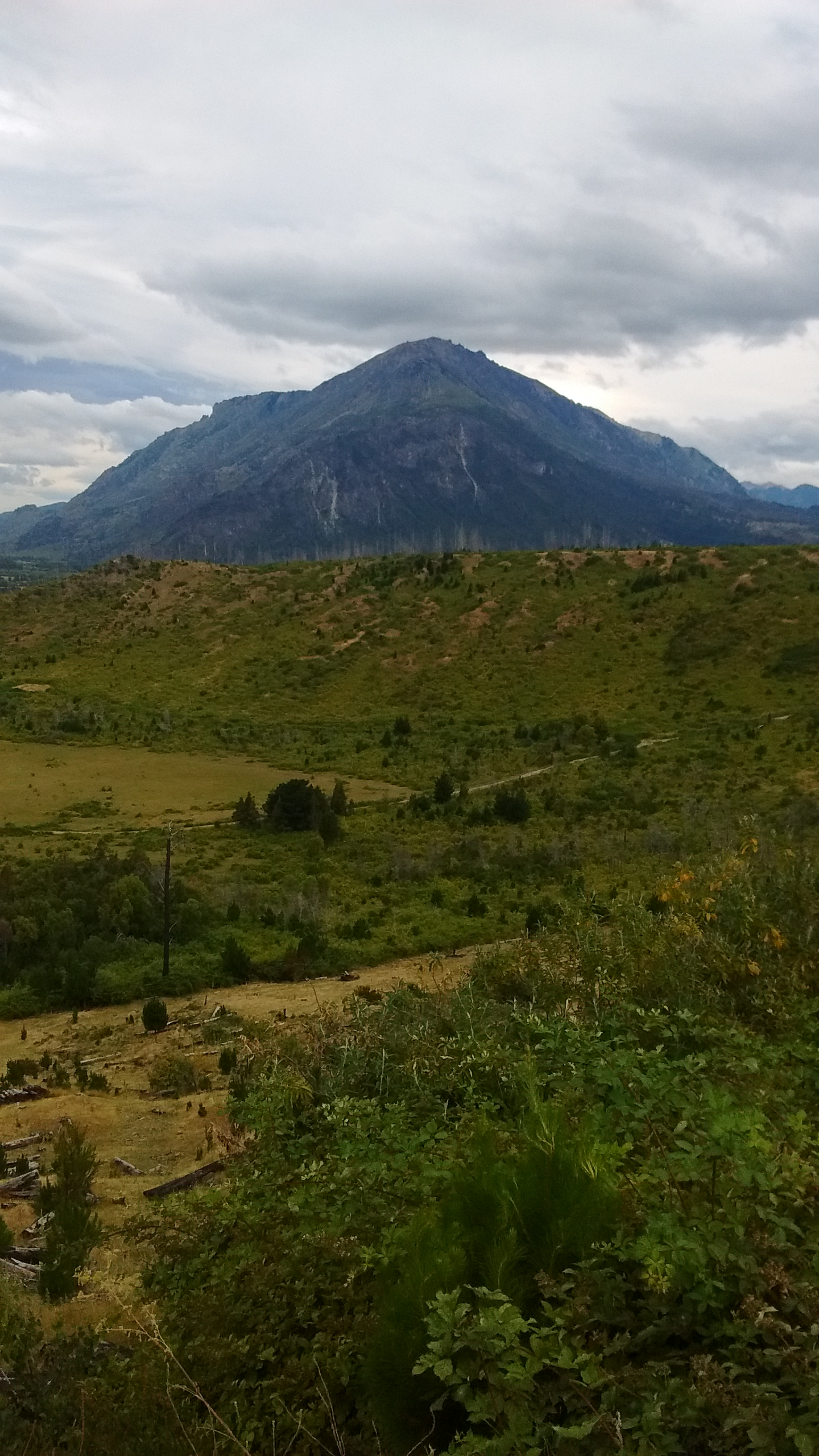
Cerro Pirque de fondo, El Hoyo
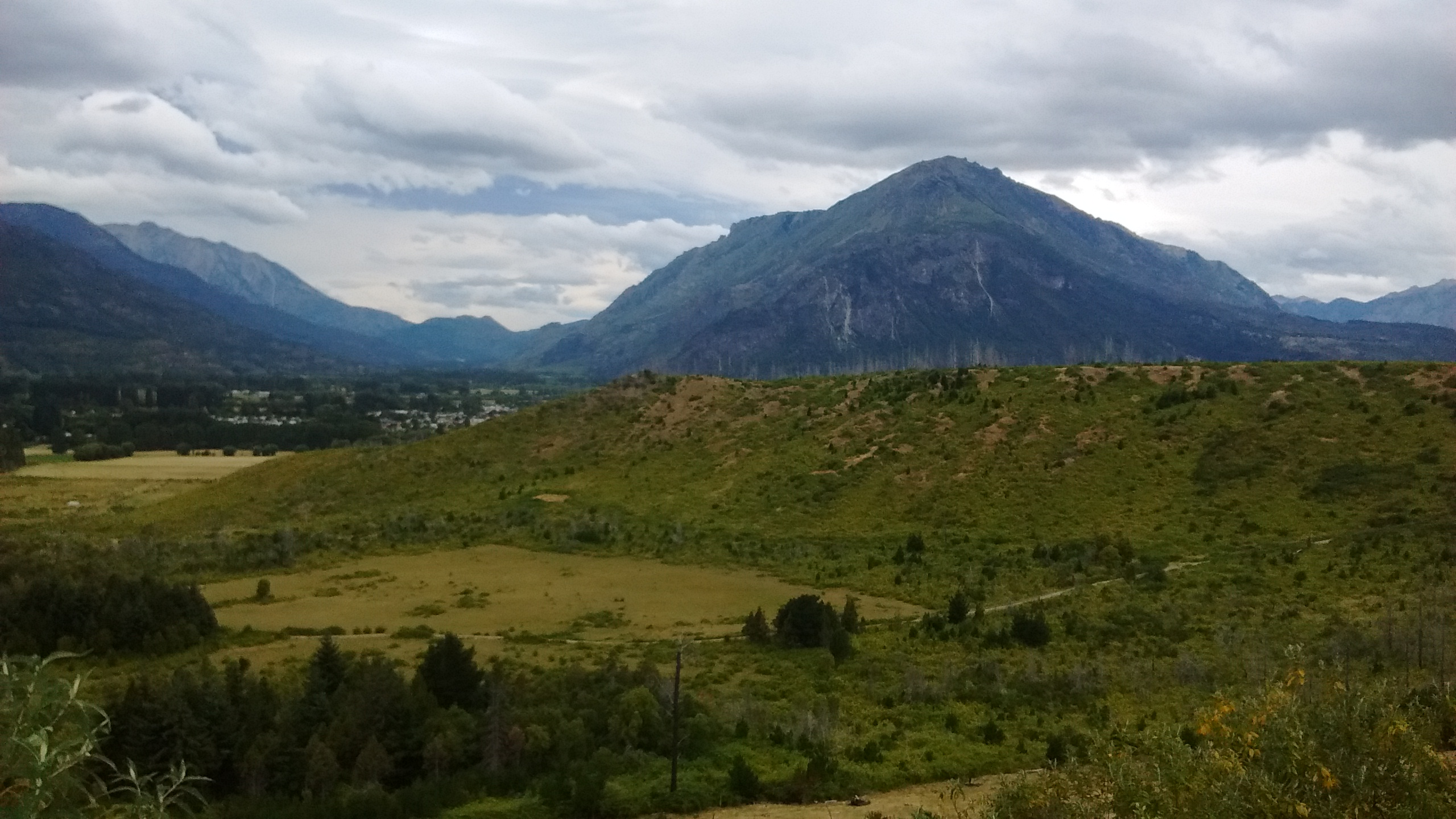
Cerro Coihue al fondo y Cerro Pirque, El Hoyo
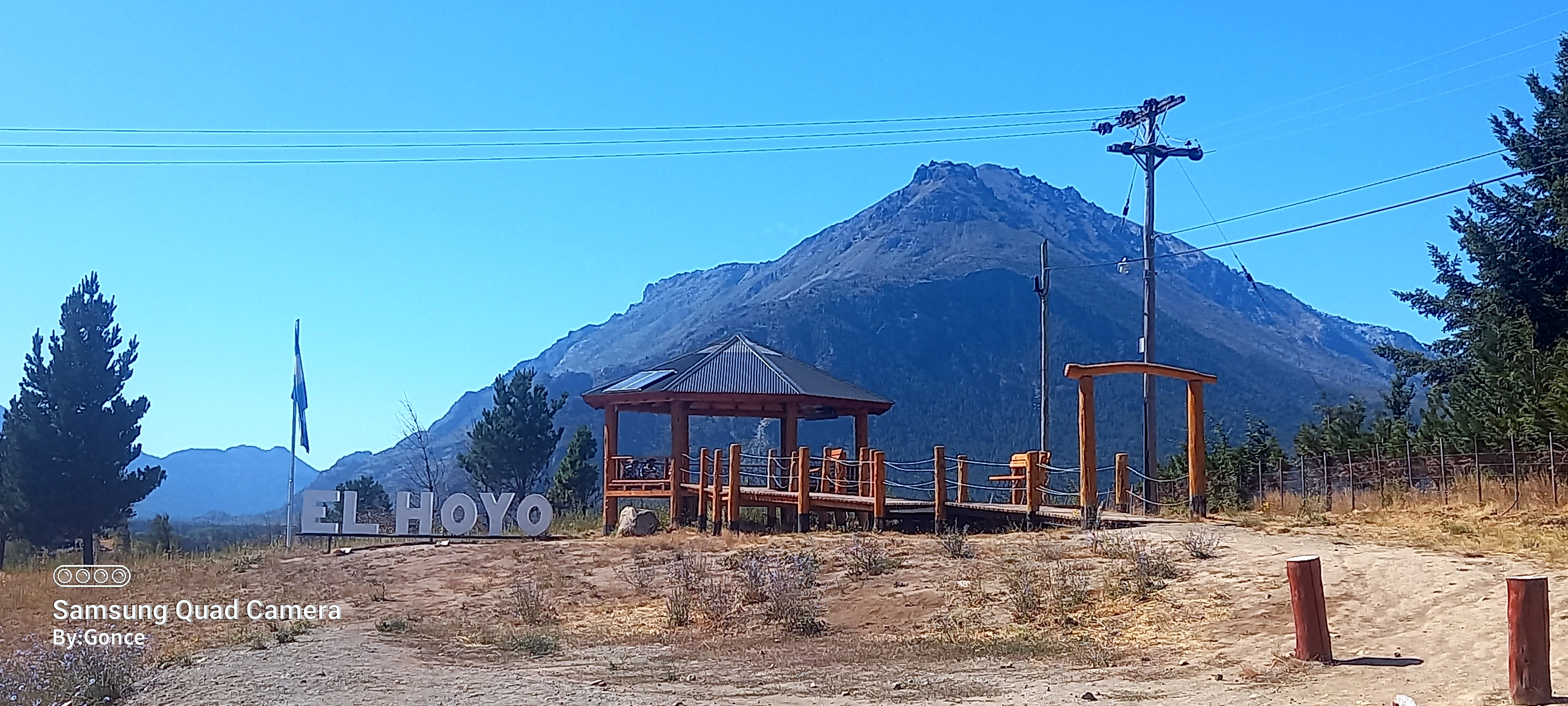
Cartel de bienvenida a la localidad sobre la ruta 40